# Kent Lundqvist
Kent Lundqvist (* 21. Mai 1957) ist ein ehemaliger schwedischer Fußballspieler.

## Sportlicher Werdegang
Lundqvist entstammt der Jugend des Linköpinger Klubs BK Derby, mit dem er 1972 schwedischer Nachwuchsmeister wurde. Bereits im Alter von 15 Jahren debütierte er in der Wettkampfmannschaft, die seinerzeit in der zweithöchsten Spielklasse reüssierte. Anfang 1976 wechselte er zum IFK Norrköping in die Allsvenskan, dort bildete er gemeinsam mit Leif Andersson und Pär-Olof Ohlsson die Offensive des Klubs. Nach 13 Saisontoren in seiner Debütsaison war er in der Spielzeit 1977 mit sechs Treffern am Erreichen des vierten Tabellenplatzes beteiligt, der zur Qualifikation für den UEFA-Pokal 1978/79 führte. Dort schied die Mannschaft jedoch bereits in der ersten Runde gegen Hibernian Edinburgh aus Schottland aus, in beiden Partien stand er in der Startelf. In der Spielzeit 1980 traf er zum ersten Mal seit seiner Debütsaison mit elf Toren wieder zweistellig, dennoch reichte er erst im folgenden Jahr als Tabellendritter erneut für den Europapokal. Während er im Abstiegskampf in der Spielzeit 1982 seines Stammplatz verloren hatte, erreichte die Mannschaft gegen den FC Southampton die zweite Runde im UEFA-Pokal 1982/83. Dort kam er im Rückspiel gegen den AS Rom als Einwechselspieler zum Einsatz, als das Spiel bereits in die Verlängerung gegangen war. Im Elfmeterschießen scheiterte der schwedische Klub, dabei hatte Lundqvist als erster Schütze des IFK Norrköping seinen Strafstoß nicht verwandeln können.
Nachdem am Ende der Spielzeit 1982 in der Relegation gegen den Göteborger Klub BK Häcken der Klassenerhalt verpasst wurde, ging Lundqvist mit dem Klub in die Zweitklassigkeit. Dort erzielte er in 20 Saisonspielen 15 Tore und war damit maßgeblich an der Meisterschaft in der Nordstaffel vor Djurgårdens IF beteiligt. Er verließ jedoch den Klub nach 188 Ligaspielen, in denen er 65 Tore erzielt hatte, vor der Rückkehr in die Allsvenskan und kehrte nach Linköping zurück, wo er sich dem Linköpings FF anschloss, in dem sein Jugendverein BK Derby zwischenzeitlich aufgegangen war.